# جاواخه‌تسی
جاواخه‌تسی (ارمنی: Ջավախեցի؛ انگلیسی: Javaḥetsi زادهٔ ۱۸۷۴ - درگذشته ۱۹۳۷)، نثرنویس، روستایی‌نویس، آموزگار، مترجم اهل ارمنستان بود.

## زندگی‌نامه
وی با نام اصلی قازاروس سوکیاسی تر-گریگوریان ارمنی: Ղազարոս Սուքիասի Տեր-Գրիգորյան؛ انگلیسی: Łazaros Ter-Griogean در ۱۸۷۴ در روستای (باگدانفکا) گنجه گرجستان به دنیا آمد. برادر واهان دریان بود. از مدرسه نرسیسیان، تفلیس فارغ‌التحصیل شد و در مدرسه‌های ارمنی تدریس نمود. وی همچنین برندهٔ جوایزی همچون شده‌است. وی در ۱۹۳۷ در سن ۶۳ سالگی در ایروان درگذشت.	

## آثار
زندگی در روستا، به ویژه جنبه‌های اجتماعی آن، مضمون غالب داستان‌های کوتاه اوست.

## یادداشت
1. ↑  գյուղագիր
2. ↑  գյուղագիր